# Loren Horsley
 Loren Horsley  (* in Neuseeland) ist eine neuseeländische Schauspielerin und Schriftstellerin.

## Leben und Karriere
Horsley ist am besten für ihre Rolle als Lily in der neuseeländischen Liebeskomödie Eagle vs Shark – Liebe auf Neuseeländisch (2007) bekannt. Sie ist gut befreundet mit Jemaine Clement und seiner Partnerin Miranda.

## Filmografie (Auswahl)
- 1998: Der junge Hercules (Young Hercules, Fernsehserie, 1 Folge)
- 2000: Xena – Die Kriegerprinzessin (Xena: Warrior Princess, Fernsehserie, 1 Folge)
- 2001: Atlantis High (Fernsehserie, 1 Folge)
- 2003: Kombi Nation
- 2002–2003: The Strip (Fernsehserie)
- 2004: Heinous Crime
- 2007: Eagle vs Shark – Liebe auf Neuseeländisch (Eagle vs Shark)
- 2009: Last Ride – Manche Fesseln können gelöst werden (Last Ride)
- 2009: Separation City
- 2010: Diagnosis: Death
- 2010: This Is Not My Life (Fernsehserie, 1 Folge)